# Lijst van beschermd erfgoed in de gemeente Weiler-la-Tour
In deze lijst van beschermd erfgoed in de gemeente Weiler-la-Tour zijn alle geclassificeerde nationale monumenten van de Luxemburgse gemeente Weiler-la-Tour opgenomen.

## Monumenten per plaats

### Hassel
| Object                                       | Bouwjaar/architect | Locatie         | Datum beschermd?      | Coördinaten                  | Afbeelding |
| -------------------------------------------- | ------------------ | --------------- | --------------------- | ---------------------------- | ---------- |
| Barokke altaren van de dochterkerk te Hassel |                    | Rue de l'Église | 20 februari 1979 (IS) | 49° 33' 1" NB, 6° 12' 33" OL |            |

### Syren
| Object                                                    | Bouwjaar/architect | Locatie           | Datum beschermd?     | Coördinaten                   | Afbeelding |
| --------------------------------------------------------- | ------------------ | ----------------- | -------------------- | ----------------------------- | ---------- |
| Parochiekerk                                              |                    | Place de l'Église | 19 april 1991 (MN)   | 49° 33' 51" NB, 6° 13' 11" OL |            |
| Gebouw waaronder gebouwen, pleinen, bijgebouwen en tuinen |                    |                   | 31 januari 1994 (IS) |                               |            |

### Weiler-la-Tour
| Object                                                             | Bouwjaar/architect | Locatie                | Datum beschermd?      | Coördinaten                   | Afbeelding |
| ------------------------------------------------------------------ | ------------------ | ---------------------- | --------------------- | ----------------------------- | ---------- |
| Meubilair van de oude pastorie met bijgebouwen en aanliggende tuin |                    | rue du Château 6 en 10 | 6 maart 2009 (MN)     |                               |            |
| Gebouwen van het oude kasteel met inbegrip van de toren            |                    | rue du Château         | 26 februari 2010 (MN) | 49° 32' 35" NB, 6° 11' 55" OL |            |

## Bron
- Liste des immeubles et objets classés monuments nationaux ou inscrits à l'inventaire supplémentaire